# Deer Isle
Deer Isle è un comune degli Stati Uniti d'America, situato nello Stato del Maine, nella contea di Hancock.